# USS LST-1100
O USS LST-1100 foi um navio de guerra norte-americano da classe LST que operou durante a Segunda Guerra Mundial.